# Evdokia Rechetnyk
Evdokia Hryhorivna Rechetnyk (ukrainien : Євдокія Григорівна Решетник) est une zoologiste et écologue ukrainienne.
Rechetnyk est née en 1903 dans l'oblast de Poltava et morte en 1996 à Kiev. Après des études à Poltava elle étudie à l'Université nationale de Kharkiv et se spécialise sur les Alaudidae. En 1935 elle trouve un emploi au Zoo de Kiev. En 1939 elle est employée par l'Académie nationale des sciences d'Ukraine dans l'institut Ivan Schmalhausen de zoologie où elle se spécialise sur les Spalacidae. Pendant la Grande guerre patriotique elle travaille pour la Croix Rouge, en 1951 elle subit la répression soviétique. Après avoir été relâchée elle commence à s'occuper des biographies des chercheurs qu'elle a croisée dans sa vie.

## Liste partielle des publications
- En mémoire de Ivan Demyanovitch Ivanenko, en russe, 1998.
- Yaremenko, Histoire de l'académie nationale des sciences, National Library of Ukraine, Kiev, 1-716 en ukrainien, 2008.
- Ivan Sakhno et le développement de la zoologie et la  muséologie dans la région de Louhansk. Proceedings of the National Museum of Natural History. Vol. 9: 69–89. (en ukrainien)